# 荣耀V20
荣耀V20是由华为公司设计和销售的智能手机，为荣耀系列手机，也是荣耀V10的换代产品，于2018年12月26日在北京市的国家奥体中心发布。

## 配置
荣耀V20搭载了新一代使用7nm制程工艺的麒麟980系统芯片，设有后置双摄像头、前置摄像头、后置指纹识别，并引入了长宽比18:9的6.4英寸屏幕，具备NFC功能。继荣耀Magic 2后，该款产品是荣耀系列第二款搭载麒麟980芯片的手机。
荣耀V20手机的配色有5款可供消费者选择，标准版提供三种配色：魅海蓝、魅丽红和幻夜黑；Moschino联合设计版提供两种配色：幻影蓝和幻影红。
荣耀V20采用了屏下前置摄像头设计，虽然这种设计的实现方式似乎并不是大家所认为的那样。但在技术的角度来说，荣耀V20的摄像头的确被安置在屏幕的下方，屏幕并没有因为摄像头的安置被穿透（类似三星A8S的挖孔屏），因此荣耀V20搭载了屏下前置摄像头的说法并无不妥。
值得一提的是，荣耀V20的Type-C接口为3.0速率（即USB Super Speed/USB 3.0/USB 3.1 Gen 1/USB 3.2 Gen 2 1×1/USB 5Gbps）,在一台中端机中，是十分罕见的。

## 销售和推广
荣耀V20（全网通版）于2018年12月26日发布，2018年12月28日正式上市销售，在中国大陆地区的零售价为：标配版（6GB随机内存+128GB内置存储）为2999元人民币；高配版（8GB随机内存+128GB内置存储）为3499元人民币；Moschino联合设计版（8GB随机内存+256GB内置存储）为3999元人民币。产品代言人为胡歌。

## 评价
据新浪科技评价称，“荣耀V20是一款摸清了主流用户需求，并且在拍照、颜值等方面做了大胆预测的产品”。而手机中国评价称“精益求精的屏下摄像头技术、独具内涵的外观设计、麒麟980+GPU Turbo 2.0的领先性能、4800万像素AI摄影、解决用户痛点的Link Turbo等实力通信技术以及充满人性化的细节体验，构成了荣耀V20这款2018年压轴旗舰”。